# Rajaz
Albums de Camel
Harbour of Tears
(1996) A Nod and a Wink
(2002)
Rajaz est le treizième album studio de Camel, sorti en octobre 1999.

## Titres
1. Three Wishes (Andrew Latimer) – 6:58
2. Lost and Found (Latimer, Susan Hoover) – 5:38
3. The Final Encore (Latimer) – 8:07
4. Rajaz (Hoover, Latimer) – 8:15
5. Shout (Hoover, Latimer) – 5:15
6. Straight to My Heart (Latimer) – 6:23
7. Sahara (Latimer) – 6:44
8. Lawrence (Hoover, Latimer) – 10:46

## Musiciens
- Andrew Latimer : chant, guitares, flûte, claviers, percussions
- Colin Bass : basse
- Ton Scherpenzeel : claviers
- Dave Stewart : batterie
- Barry Phillips : violoncelle